# Erin Gemmell
Erin Gemmell, född 2 december 2004, är en amerikansk simmare.

## Karriär
Vid Världsmästerskapen i kortbanesimning 2022 ingick hon i det amerikanska laget som tog guld på 4x50 meter frisim och silver på 4x100 meter frisim samt brons på 4x200 meter frisim. Vi de amerikanska OS-uttagningarna kvalificerade hon sig att delta i OS på 4x200 meter.